# Aleksander Orłowski
Aleksander Orłowski (Varsó, 1777. március 9. – Szentpétervár, 1832. március 13.) lengyel rajzoló, grafikus és festő.

## Élete
Szegény nemesi családba született. A nélkülözések miatt Siedlecbe költöztek, ahol apja fogadót vezetett.
A 30 éven át Lengyelországban élő Jean-Pierre Norblin de La Gourdaine (lengyelül: Jan Piotr Norblin) francia festőnél tanult. Később Szentpéterváron képezte magát, majd Konsztantyin Pavlovics Romanov orosz nagyherceg udvari festője lett.
1793-ban visszatért Lengyelországba és részt vett az oroszellenes Kościuszko-felkelésben. Miután megsebesült, Varsóba ment és további tanulmányokat folytatott. 1799-ben megismerkedett Józef Poniatowski herceggel, hadügyminiszterrel és látogatni kezdte a varsói Réztetős Palotát (Pałac Pod Blachą), ami ekkoriban a miniszter hivatala volt. 1802-től ismét Szentpéterváron élt.

## Munkája
Izabela Czartoryska hercegnő jellemzése szerint szenvedélyesen rajzolt. Temperamentumos képeit sokféle technikával készítette (olajfestmény, akvarell, toll, kréta, ceruza, szépia stb.). Legfontosabb munkái karikatúrák, lovas képek, különféle lengyel típusokat és kozákokat ábrázoló művek voltak, de portrék és csatajelenetek is. Legtöbb képe Angliába és Oroszországba került, lengyel gyűjteményekbe főleg akvarelljei és rajzai. Híres csataképei a Kościuszko-felkelést, a napóleoni háborúkat és más kortárs lengyel eseményeket örökítettek meg. Számos munkája terjedt el mint litográfia és metszet.
Az 1810 körül készített Pragai mészárlás (Rzeź Pragi) című festményén a Lengyelország második felosztása utáni öldöklést örökítette meg, melynek során a Varsóba bevonuló oroszok 20 ezer embert öltek meg. A Racławicai csata (Bitwa pod Racławicami) című képén pedig a Kościuszko-felkelés egyik győzelmes csatáját.

Válogatott művei
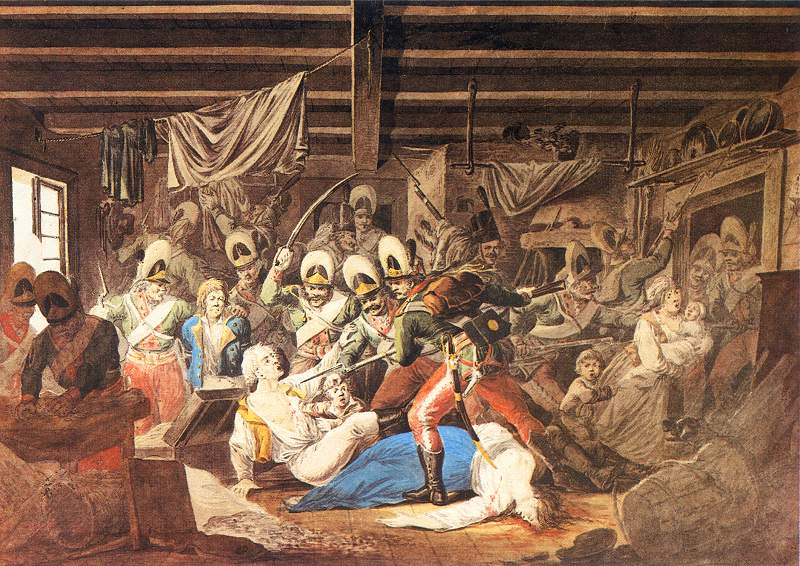
A prágai mészárlás (1798 körül) Czartoryski Múzeum, Krakkó
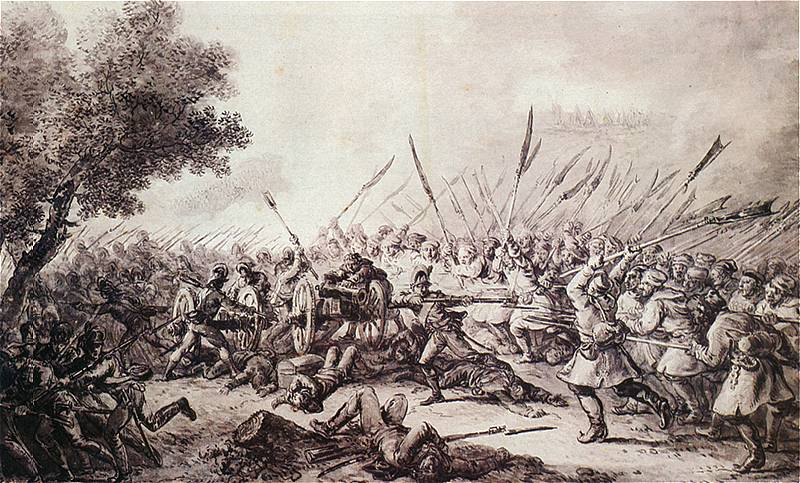
A racławicai csata (1810 körül) Czartoryski Múzeum, Krakkó
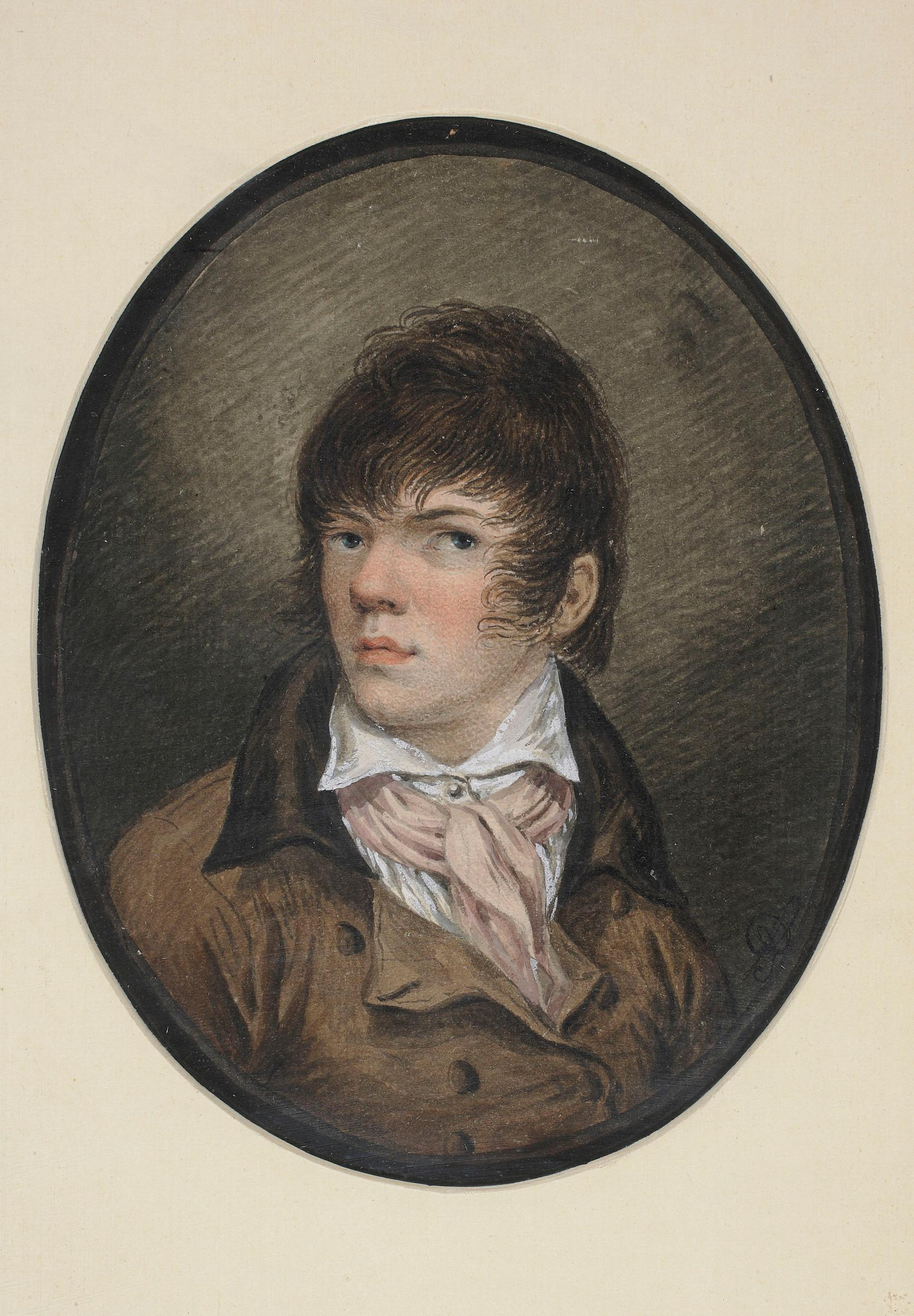
Önarckép

## Emlékezete
Adam Mickiewicz említi a Pan Tadeusz című eposzában, továbbá Puskin is a Ruszlán és Ludmilla című verses meséjében.